# 五辻宗氏
五辻 宗氏（いつつじ むねうじ）は、鎌倉時代中期から後期にかけての公卿。参議・五辻忠継の三男。官位は従二位・非参議、左兵衛督。

## 経歴
以下、『公卿補任』、『尊卑分脈』の内容に従って記述する。
- 建長8年（1256年）1月6日、叙爵。
- 正嘉元年（1257年）9月8日、大膳大夫に任ぜられる。
- 正嘉2年（1258年）8月20日、従五位上に昇叙。
- 文応元年（1260年）6月14日、侍従を兼ねる。
- 文永2年（1265年）1月20日、備中権介を兼ねる。
- 文永4年（1267年）2月1日、正五位下に昇叙。
- 文永5年（1268年）11月17日、右少将に転任し大善大夫を止める。
- 文永7年（1270年）12月4日、従四位下に昇叙。同月29日、左少将に転任。
- 文永8年（1271年）2月1日、下野介を兼ねる。
- 建治2年（1276年）1月5日、従四位上に昇叙。同月23日、出雲権介を兼ねる。
- 弘安2年（1279年）1月7日、正四位下に昇叙。
- 弘安4年（1281年）3月26日、左中将に転任。
- 弘安10年（1287年）1月13日、内蔵頭に転任。同年12月10日、内蔵頭を辞す。
- 永仁3年（1295年）12月9日、従三位に叙される。
- 永仁5年（1297年）7月22日、正三位に昇叙。
- 正安3年（1301年）4月17日、左兵衛督に任ぜられる。
- 嘉元2年（1304年）3月21日、従二位に昇叙され左兵衛督を止める。
- 嘉元3年（1305年）9月17日、出家[1]。
- 正和4年（1315年）4月14日、薨去[2]。享年68。

## 系譜
- 父：五辻忠継
- 母：卜部兼直（正四位上行神祇大副、信濃権守）娘
- 妻：伊予守藤原佐村娘
- 生母不明の子女
  - 男子：五辻忠氏 - 従二位、甲斐国布施荘の預家